# Bohumil Trnka
Bohumil Trnka (ur. 3 czerwca 1895 we wsi Kletečná, zm. 14 lutego 1984 w Pradze) – czeski językoznawca i literaturoznawca, członek i jeden z założycieli Praskiego Koła Lingwistycznego. Zajmował się przede wszystkim językami germańskimi, zwłaszcza fonologią i składnią języka angielskiego. Rozwijał funkcjonalne podejście do języka. 
W 1919 r. ukończył studia na Uniwersytecie Karola w Pradze; w 1930 r. został powołany na stanowisko profesora.
Autor podręczników do nauki języków angielskiego, holenderskiego, duńskiego, norweskiego i szwedzkiego oraz publikacji z dziedziny stenografii.

## Wybrana twórczość
- Morfologie slovních druhů a tvoření slov
- Čech mezi Angličany
- Dějiny anglické literatury